# Musée d'histoire militaire (Budapest)
Le Musée d'histoire militaire (en hongrois : Hadtörténeti Múzeum) est un musée situé à Budapest en Hongrie.